# 张若麒
張若麒（？—1656年），字天石，山東萊州府膠州人。明末清初政治家。

## 生平
先祖為漕汶张氏。崇祯三年（1630年）庚午科山東鄉試举人，崇禎四年（1631年）聯捷辛未科三甲进士，知直隸清苑縣，八年调卢龙县。为官清明。崇祯十年，以考核最优行取刑部主事。少詹事黄道周因曾弹劾兵部尚书杨嗣昌，王升指使張若麒談劾黃道周“假托道學以把持朝廷”，黄道周被削职六级，逐出北京，於是若麒由刑部主事调任兵部职方司主事。崇祯十一年，升兵部职方司郎中。崇祯十四年（1641年），加光禄寺卿。是年，以兵部职方司郎中监辽东军。
松錦大戰時，被陳新甲派至洪承疇监督，并急令张若麒催戰，以袁崇焕斩毛文龙之事谈款逼迫洪承畴出战。张若麒倚仗陈新甲，架空洪承畴，夺其兵权，并和马绍愉干扰战事。結果明軍大敗，致洪承疇降清，若麒坐船逃至寧遠，被论罪下獄。李自成攻破北京，出獄，授官山海关防御使，张若麒作为李自成的代表赴吴三桂军中议和。崇祯十七年五月初一，张若麒出城五里迎接多尔衮。順治元年，任順天府丞，暫管府尹事。
入清後，歷官大理寺少卿、太僕寺卿、通政使。顺治九年（1652年）八月因母病乞假回鄉。顺治十三年，為京察之年，以久病退休，卒於家。

## 著作
著有《詩經課》、《禮記課》、《止足軒集》等書行世。

## 家族
有兄張若獬。有子張應甲。

## 外部連結
- 張若麒 （页面存档备份，存于） 資料連結
- 白谦慎：〈清初父子收藏家张若麒和张应甲 （页面存档备份，存于）〉。

| 官衔          | 官衔                    | 官衔          |
| ------------- | ----------------------- | ------------- |
| 前任： 吳宇英 | 明朝清苑縣知縣 崇禎年間 | 繼任： 左其人 |
| 前任： 趙明遠 | 明朝盧龍縣知縣 崇禎年間 | 繼任： 馬孔健 |